# Herschell Gordon Lewis
Herschell Gordon Lewis (Pittsburgh, 15 de junho de 1926 — Fort Lauderdale, 26 de setembro de 2016) era um cineasta americano, mais conhecido por criar o subgênero "splatter" dos filmes de terror. Ele costuma ser chamado de "Padrinho de Gore" (um título também dado a Lucio Fulci), embora sua carreira cinematográfica incluísse trabalhos em diversos gêneros de exploitation, incluindo filmes de delinquência juvenil, nudie-cuties, dois filmes infantis e pelo menos um filme de comédia rural. Na carreira de Lewis, o AllMovie escreveu: "Com seus filmes mais conhecidos, Herschell Gordon Lewis foi pioneiro, indo mais longe do que qualquer outra pessoa ousava, investigando as profundezas de nojo e desconforto na tela com mais mau gosto e imaginação do que qualquer um de sua época".

## Primeiros anos
Herschell Gordon Lewis nasceu em 1926 em Pittsburgh, Pensilvânia, filho de Geraldine (Waldman) e Emmanuel. Seu pai morreu quando ele tinha seis anos; sua mãe nunca se casou novamente. A família de Lewis se mudou para Chicago, Illinois, onde passou a maior parte de sua adolescência. Depois de terminar o colegial, Lewis recebeu o diploma de bacharel e mestrado em jornalismo na Universidade do Noroeste, nas proximidades de Evanston, Illinois. Alguns anos depois, ele ensinou brevemente comunicações na Universidade Estadual do Mississippi. Ele foi atraído de sua carreira acadêmica para se tornar gerente da WRAC Radio em Racine, Wisconsin, e mais tarde para se tornar diretor de estúdio do estúdio WKY-TV em Oklahoma City.
Em 1953, Lewis começou a trabalhar para a agência de publicidade de um amigo em Chicago enquanto lecionava cursos de publicidade à noite na Universidade Roosevelt. Enquanto isso, ele começou a dirigir anúncios comerciais de TV para uma pequena produtora chamada Alexander and Associates. Mais tarde, Lewis comprou metade da empresa com o sócio Martin Schmidhofer e renomeou-o Lewis e Martin Films.
Lewis dirigiu um pequeno filme promocional intitulado Carving Magic, patrocinado pela Swift & Company, em 1959. Juntamente com a “economista doméstica” da Swift & Company, Martha Logan, as atrizes William Kerwin e Harvey Korman, que continuariam atuando em outros projetos de Lewis.

## Carreira no cinema
Lewis atuou como produtor em seu primeiro empreendimento cinematográfico, The Prime Time (1959), que foi o primeiro longa-metragem produzido em Chicago desde o final da década de 1910. Ele assumiria a direção de quase todos os seus filmes a partir de então. O primeiro de uma longa série de colaborações com o produtor de exploração David F. Friedman, Living Venus (1961), foi um relato fictício baseado na história de Hugh Hefner e no início da Playboy. Os filmes de Lewis e Friedman foram os primeiros filmes de exploração, e as cenas de nudez dos filmes, embora softcore, não foram vistas nas fotos "convencionais" de Hollywood por causa da censura imposta pelo Código de Produção de Filmes.
Os dois continuaram com uma série de filmes eróticos no início dos anos 1960. Esses filmes marcaram o início de uma abordagem deliberada da produção cinematográfica, que cada parte respectiva continuaria em suas carreiras de produção - filmes feitos exclusivamente com a intenção de obter lucro. Típicas dessas nudez eram as comédias de bola de parafuso Boin-ng! (1963) e The Adventures of Lucky Pierre (1961), um filme feito para um orçamento apertado de 7.500 dólares que se tornaria o primeiro grande sucesso financeiro da dupla; fez três vezes o seu orçamento após o seu primeiro lançamento. Como as restrições cinematográficas ainda não permitiam representações sexuais nos filmes, a maior parte do trabalho inicial de Lewis e Friedman consistia em características de campos nudistas como Goldilocks and the Three Bares (1963), que apropriadamente se autodenominavam "o primeiro (e até o momento o único) musical nudista".
Com o mercado de nudez começando a minguar, Lewis e Friedman entraram em território desconhecido com Blood Feast, de 1963, considerada pela maioria dos críticos como o primeiro filme "sangrento". Devido à natureza sem precedentes desse tipo de filme, eles foram capazes de atender ao mercado de cinema drive-in, que seria inacessível com seus movimentos de pele anteriores. Two Thousand Maniacs! (1964) e Color Me Blood Red (1965) seguiram a mesma fórmula. O sangue colorido exibido nesses filmes causou sensação, com cineastas de terror de todo o mundo ansiosos para saturar suas produções com efeitos visuais igualmente chocantes.
Lewis parou de trabalhar com Friedman depois de fazer o Color Me Blood Red, mas continuou a fazer outros filmes sangrentos na década de 1970. Sua próxima entrada no Gore não veio até 1967, com A Taste of Blood, muitas vezes chamado de "Gone with the Wind do Gore"[carece de fontes?] devido ao seu tempo de execução relativamente longo de quase duas horas. O ano seguinte traria uma visão mais extrema do gênero, The Gruesome Twosome (1967), mais notável por incorporar uma faca elétrica usada no couro cabeludo de uma das vítimas.
Fora de seu notório cânone sangrento, Lewis seguiu uma vasta gama de outras avenidas de exploração ao longo dos anos sessenta. Alguns dos assuntos mais tabus que ele explorou incluem delinquência juvenil (Just for the Hell of It, 1968), troca de esposa (Suburban Roulette, 1968), corrupção da indústria da música (Blast-Off Girls, 1967) e contracepção (The Girl, the Body, and the Pill, 1967). Ele também não estava à mercê do mercado infantil, como Jimmy the Boy Wonder (1966) e The Magic Land of Mother Goose (1967), que foram estendidos para longas metragens, incorporando longas charges estrangeiras. A maioria dos filmes de Lewis está disponível para compra na empresa de vídeo Seattle, intitulada Something Weird Video, que encontra e restaura filmes de exploração perdidos e pouco vistos das décadas de 1950, 1960 e 1970.
Lewis financiou e produziu quase todos os seus próprios filmes com fundos que fez de sua bem-sucedida empresa de publicidade com sede em Chicago. Sempre cheio de recursos, apesar dos baixos orçamentos com os quais trabalhou, Lewis adquiriu os direitos de um filme inacabado e o completou, renomeando o filme Monster a Go-Go (1965). Muitos anos depois, o filme ganhou notoriedade depois de ser exibido no programa de televisão Mystery Science Theatre 3000, onde o elenco declarou que era o pior filme que eles já fizeram. Lewis repetiu essa fórmula quando adquiriu uma obra psicológica corajosa chamada The Vortex e a lançou como Stick It in Your Ear (1970) para ser mostrada como um segundo recurso de The Wizard of Gore (1970). Essa abordagem demonstrou o conhecimento de negócios de Lewis; por possuir os direitos de distribuição de ambos os filmes (assim como a maioria de seus filmes), ele sabia que não seria atingido pelos cinemas fazendo malabarismos com os retornos das bilheterias, uma prática comum na época.
A terceira fase de Lewis serviu para empurrar o gênero para um território de choque ainda mais escandaloso. The Wizard of Gore (1970) contou com um mágico de palco que mutilava seus voluntários severamente através de uma série de rotinas impiedosas. Em 1973, Lewis adotou a abordagem gore a tal limite que começou a se envolver, e é por isso que The Gore Gore Girls (1972) (com uma aparição de Henny Youngman como proprietário de um clube em topless) marcaria sua aposentadoria vitalícia do cinema.
No início dos anos 70, ele decidiu deixar a indústria cinematográfica para trabalhar em redação e marketing direto, assunto sobre o qual publicou vários livros nos anos 80. Ele é bem conhecido no marketing direto como um dos redatores de resposta direta de maior sucesso.

## Trabalho posterior e morte
Durante sua aposentadoria do cinema, Lewis escreveu e publicou mais de vinte livros durante sua longa carreira comercial em publicidade, incluindo o The Businessman's Guide to Advertising and Promotion Promotion em 1974 e How to Handle Your Own Public Relations em 1977. Seguiu-se um fluxo lento, mas constante, de livros, que pareciam se transformar em torrentes nos anos 90. Lewis se estabeleceu em Fort Lauderdale, Flórida e fundou sua própria empresa de publicidade, a Communicomp, uma agência de marketing direto de serviço completo com clientes em todo o mundo.
Lewis passou três anos na prisão durante a década de 1970 depois de ser condenado por fraude.
Em 2002, Lewis lançou seu primeiro filme em trinta anos, Blood Feast 2: All U Can Eat, uma sequência do primeiro filme. Apresentou uma participação especial de John Waters, um fã do trabalho de Lewis.
Em 2006, Lewis foi introduzido no Hall da Fama de Polly Staffle. Lewis tem um par de projetos de filmes em desenvolvimento com a produtora de filmes cinematográficos da Flórida, Film Ranch International. Ele também fez uma aparição no filme Chainsaw Sally, de 2004, e estrelou a edição de American Carnevil, uma graphic novel criada por Johnny Martin Walters.
Em 2009, Lewis lançou The Uh-Oh! Show, um filme sobre um programa de televisão onde os participantes são desmembrados por cada resposta errada. A primeira exibição foi em 8 de novembro de 2009, no Abertoir Horror Festival, em Aberystwyth, no País de Gales, e concluiu com uma entrevista com Lewis sobre o filme. Em 2016, Herschell fez um papel principal em "Terror Toons 3", de Joe Castro: Gory Story, de Herschell.
Em 2009, Lewis escreveu um livro intitulado The Godfather of Gore Speaks: Herschell Gordon Lewis Discusses His Films com o co-escritor Andrew J. Rausch.
Em 2016, a Arrow Video lançou um conjunto de 17 discos intitulado The Herschell Gordon Lewis Feast, incluindo quatorze dos filmes mais essenciais de Lewis (incluindo nove estreias mundiais em Blu-ray). Budd Wilkins escreveu sobre o conjunto na Slant Magazine: "The Herschell Gordon Lewis Feast deve fornecer amplas evidências de que Lewis — que produziu, dirigiu, escreveu, filmou, editou e/ou marcou seus próprios filmes — merece realmente o epíteto do autor geralmente é concedido a muito mais cineastas de hifalutina".
Lewis morreu em 26 de setembro de 2016, em Fort Lauderdale, Flórida, aos 90 anos.

## Filmografia
| Diretor | Diretor                            | Diretor                          | Diretor                                              |
| Ano     | Filme                              | Função                           | Outras notas                                         |
| ------- | ---------------------------------- | -------------------------------- | ---------------------------------------------------- |
| 1961    | The Adventures of Lucky Pierre     |                                  | creditado como Lewis H. Gordon                       |
| 1962    | Living Venus                       |                                  |                                                      |
| 1962    | Daughter of the Sun                |                                  | creditado como Lewis H. Gordon                       |
| 1963    | Bell, Bare and Beautiful           |                                  | creditado como Lewis H. Gordon                       |
| 1963    | Boin-n-g!                          |                                  | creditado como Lewis H. Gordon                       |
| 1963    | Blood Feast                        | voz do locutor de rádio          |                                                      |
| 1963    | Goldilocks and the Three Bares     |                                  | creditado como Lewis H. Gordon                       |
| 1963    | Scum of the Earth!                 | voz do narrador                  | creditado como Lewis H. Gordon                       |
| 1964    | Two Thousand Maniacs!              |                                  | canta a música-título                                |
| 1964    | Moonshine Mountain                 |                                  |                                                      |
| 1965    | Sin, Suffer and Repent             |                                  | documentário/comercial; filme perdido                |
| 1965    | Monster a Go-Go                    | anunciador de rádio              | sem créditos como diretor                            |
| 1965    | Color Me Blood Red                 |                                  |                                                      |
| 1966    | Jimmy, the Boy Wonder              | voz do narrador                  |                                                      |
| 1967    | The Magic Land of Mother Goose     |                                  | peça de teatro filmada                               |
| 1967    | A Taste of Blood                   | o marinheiro de Limey            |                                                      |
| 1967    | The Gruesome Twosome               | voz do locutor de rádio          |                                                      |
| 1967    | Something Weird                    | narrador                         |                                                      |
| 1967    | The Girl, the Body, and the Pill   |                                  |                                                      |
| 1967    | Blast-Off Girls                    |                                  |                                                      |
| 1967    | An Eye for an Eye                  |                                  | nunca completou                                      |
| 1968    | She-Devils on Wheels               |                                  |                                                      |
| 1968    | The Alley Tramp                    | Gene Stallion, repórter de rádio | creditado como Armand Parys                          |
| 1968    | Just for the Hell of It            |                                  |                                                      |
| 1968    | How to Make a Doll                 |                                  |                                                      |
| 1968    | Suburban Roulette                  |                                  |                                                      |
| 1969    | The Ecstasies of Women             |                                  | creditado como Mark Hansen                           |
| 1969    | Linda and Abilene                  |                                  | creditado como Mark Hansen                           |
| 1970    | Miss Nymphet's Zap-In              |                                  | creditado como Sheldon Seymour                       |
| 1970    | The Wizard of Gore                 |                                  |                                                      |
| 1971    | This Stuff'll Kill Ya!             |                                  |                                                      |
| 1972    | Black Love                         |                                  | filme pornográfico adulto; creditado como R.L. Smith |
| 1972    | Year of the Yahoo!                 |                                  |                                                      |
| 1972    | The Gore Gore Girls                |                                  |                                                      |
| 2002    | Blood Feast 2: All U Can Eat       |                                  |                                                      |
| 2008    | ‘’Smash Cut’’                      | Fred Sandy                       |                                                      |
| 2009    | The Uh-Oh! Show                    | Tio Herschell, o narrador        |                                                      |
| 2015    | B-Documentary                      | ele mesmo                        |                                                      |
| 2016    | Herschell Gordon Lewis' BloodMania |                                  |                                                      |